# 肯特尼亞 (肯塔基州)
肯特尼亞（英語：Kentenia）是位於美國肯塔基州哈倫縣的一個非建制地區。

## 地理
肯特尼亞所處的海拔為高於海平面380米（即1247英呎），而該地所採用的時區為UTC-5，即北美東部時區（EST）。同時該地設有夏令時間，為UTC-5調快一小時，即UTC-4（EDT）。